# پاسکال رامبو
پاسکال رامبو (فرانسوی: Pascal Rambeau‎؛ زادهٔ ۱۴ آوریل ۱۹۷۲) قایقران قایق بادبانی اهل فرانسه بود.